# Robert Pötzschke
Robert Pötzschke (* 28. August 1949) ist ein ehemaliger deutscher Fußballspieler. Von 1968 bis 1971 absolvierte der Offensivspieler für den Hamburger SV in der Fußball-Bundesliga 46 Pflichtspiele und erzielte vier Tore.

## Werdegang
Pötzschke kam mit 19 Jahren zur Saison 1968/69 vom saarländischen Amateurverein SV Merzig zum Bundesligisten Hamburger SV. Unter dem Technischen Direktor Georg Knöpfle und Trainer Kurt Koch kamen daneben auch noch die weiteren Neuzugänge Gert Girschkowski, Hans-Werner Kremer, Hubert Schöll, Jürgen Seifert, Klaus Fock und Hans-Jürgen Dringelstein zu den „Rothosen“. Bereits am 13. Juli wurde das junge Talent im Intertoto-Spiel gegen den Wiener SC in der Elf mit der „Raute“ eingesetzt. Am 4. September 1968 debütierte er in der Bundesliga beim 5:2-Heimerfolg gegen Eintracht Braunschweig. Pötzschke spielte im Angriff an der Seite von Uwe Seeler und Gert Dörfel und erzielte ein Tor. Im November 1968 hatte er beim Messepokalspiel gegen Slavia Prag mitgewirkt. Am Rundenende belegte der HSV den sechsten Rang und Pötzschke hatte in zehn Spielen zwei Tore erzielt. In seiner zweiten HSV-Saison, 1969/70, kam er trotz der Neuzugänge Klaus Zaczyk, Peter Nogly, Norbert Hof und Siegfried Beyer zu 23 Ligaeinsätzen, wo er wiederum zwei Tore erzielte. Es war für ihn von Vorteil, dass er sowohl am linken wie am rechten Flügel agieren konnte. Im Mai 1970 kam er in den beiden Spielen im Intertoto-Cup gegen RSC Anderlecht und IFK Göteborg zum Einsatz. Unter Trainer Klaus-Dieter Ochs absolvierte er am 1. Mai 1971 beim 2:1-Heimerfolg gegen Eintracht Braunschweig sein letztes Bundesligaspiel. Mit Siegfried Beyer und Gerd Klier bildete er dabei den Angriff. Er spielte drei Jahre mit dem Hamburger SV in der Bundesliga, er absolvierte 46 Spiele, in denen er vier Tore erzielte.
Zur Saison 1971/72 wechselte er gemeinsam mit Hans-Werner Kremer zum SV Röchling Völklingen in die Fußball-Regionalliga Südwest, wo er bis 1974 spielte. Pötzschke errang 1972 und 1973 mit den Schwarz-Roten an der Seite der Leistungsträger Klaus Hommrich und Jürgen Stars zweimal die Vizemeisterschaft im Südwesten und damit auch den Einzug in die Bundesligaaufstiegsrunden. Zum Aufstieg in die Bundesliga reichte es nicht. Pötzschke absolvierte insgesamt elf Spiele mit zwei Toren für die Elf vom Stadion am Köllerbach in den Aufstiegsrunden. In drei Runden Regionalliga kam er auf 56 Ligaeinsätze mit drei Toren. Im Sommer 1974 beendete er seine Lizenzspielerkarriere und schloss sich dem Amateurverein SV Siersburg an.